# Pla de la Saira (Montoliu de Segarra)
El Pla de la Saira és un pla que es troba als municipis de Montoliu de Segarra i Montornès de Segarra a la comarca de la Segarra.